# Niedzbórz (gromada)
Niedzbórz – dawna gromada, czyli najmniejsza jednostka podziału terytorialnego Polskiej Rzeczypospolitej Ludowej w latach 1954–1972.
Gromady, z gromadzkimi radami narodowymi (GRN) jako organami władzy najniższego stopnia na wsi, funkcjonowały od reformy reorganizującej administrację wiejską przeprowadzonej jesienią 1954 do momentu ich zniesienia z dniem 1 stycznia 1973, tym samym wypierając organizację gminną w latach 1954–1972.
Gromadę Niedzbórz z siedzibą GRN w Niedzborzu utworzono – jako jedną z 8759 gromad na obszarze Polski – w powiecie ciechanowskim w woj. warszawskim, na mocy uchwały nr VI/10/1/54 WRN w Warszawie z dnia 5 października 1954. W skład jednostki weszły obszary dotychczasowych gromad Budy-Sułkowskie, Grabienice Wielkie, Łebki, Niedzbórz, Pieńpole, Pokrytki, Unikowo i Sułkowo Polne ze zniesionej gminy Regimin w powiecie ciechanowskim, oraz z powiatu mławskiego (w woj. warszawskim): obszary dotychczasowych gromad Sułkowo Borowe i Sułkowo Kolonia ze zniesionej gminy Stupsk i obszar dotychczasowej gromady Drogiszka ze zniesionej gminy Dąbrowa. Dla gromady ustalono 25 członków gromadzkiej rady narodowej.
31 grudnia 1959 do gromady Niedzbórz przyłączono obszar zniesionej gromady Czarnocinek w tymże powiecie (bez wsi Budy Wolińskie, Marianowo, Wola Kanigowska, Rydzewo i Wólka Rydzewska, kolonii Sujki i Romanowo oraz leśniczówki Bronisławek).
Gromada przetrwała do końca 1972 roku, czyli do kolejnej reformy gminnej. 1 stycznia 1973 w powiecie ciechanowskim utworzono gminę Niedzbórz.